# Эскос (Арьеж)
Эско́с (фр. Escosse) — коммуна во Франции, находится в регионе Юг — Пиренеи. Департамент коммуны — Арьеж. Входит в состав кантона Западный Памье. Округ коммуны — Памье.
Код INSEE коммуны — 09116.

## Население
Население коммуны на 2008 год составляло 400 человек.
| 1962 | 1968 | 1975 | 1982 | 1990 | 1999 | 2008 |
| ---- | ---- | ---- | ---- | ---- | ---- | ---- |
| 323  | 350  | 324  | 338  | 324  | 348  | 400  |

## Экономика
В 2007 году среди 228 человек в трудоспособном возрасте (15—64 лет) 175 были экономически активными, 53 — неактивными (показатель активности — 76,8 %, в 1999 году было 67,9 %). Из 175 активных работали 160 человек (88 мужчин и 72 женщины), безработных было 15 (3 мужчины и 12 женщин). Среди 53 неактивных 19 человек были учениками или студентами, 16 — пенсионерами, 18 были неактивными по другим причинам.

## Фотогалерея

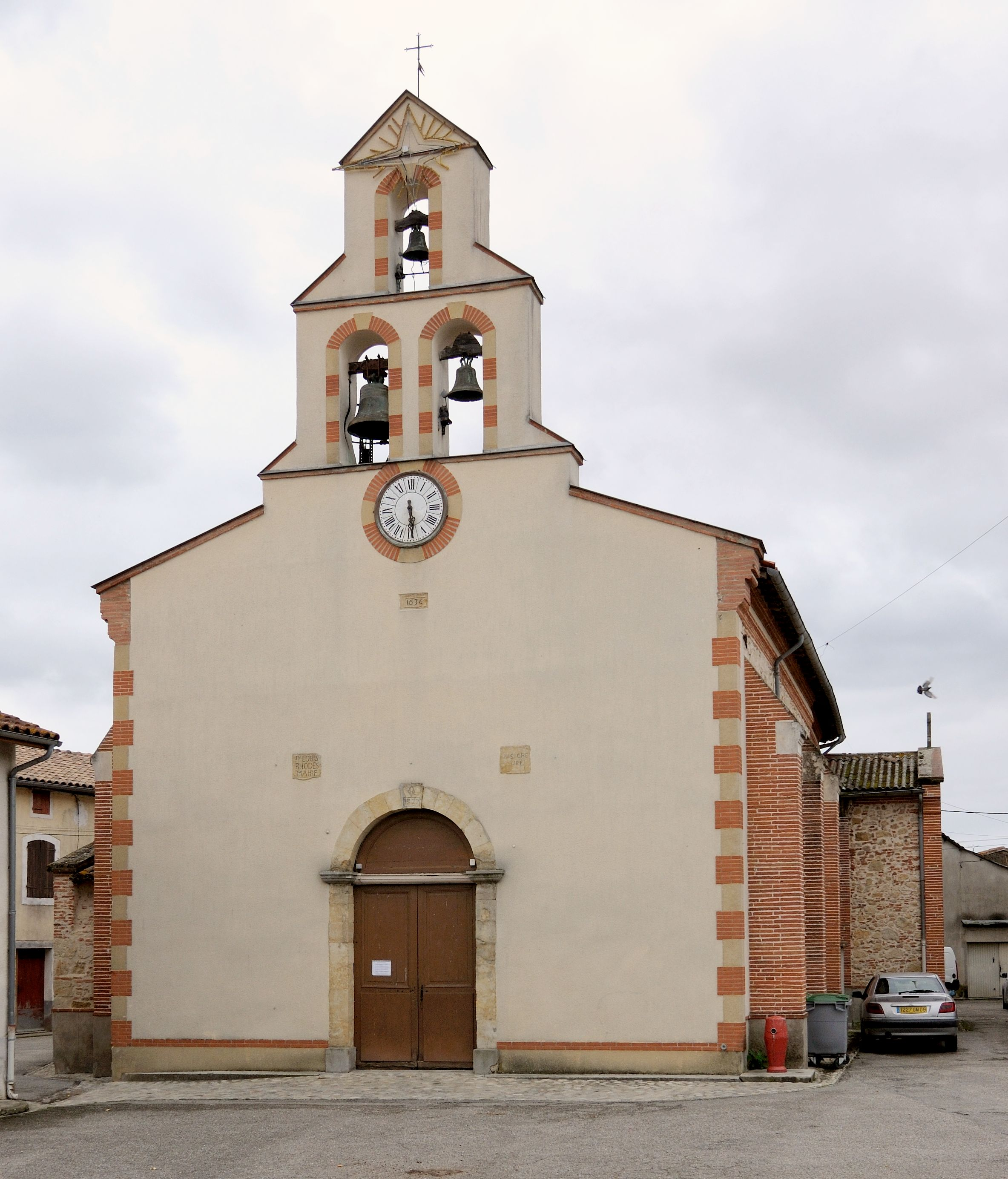
Церковь
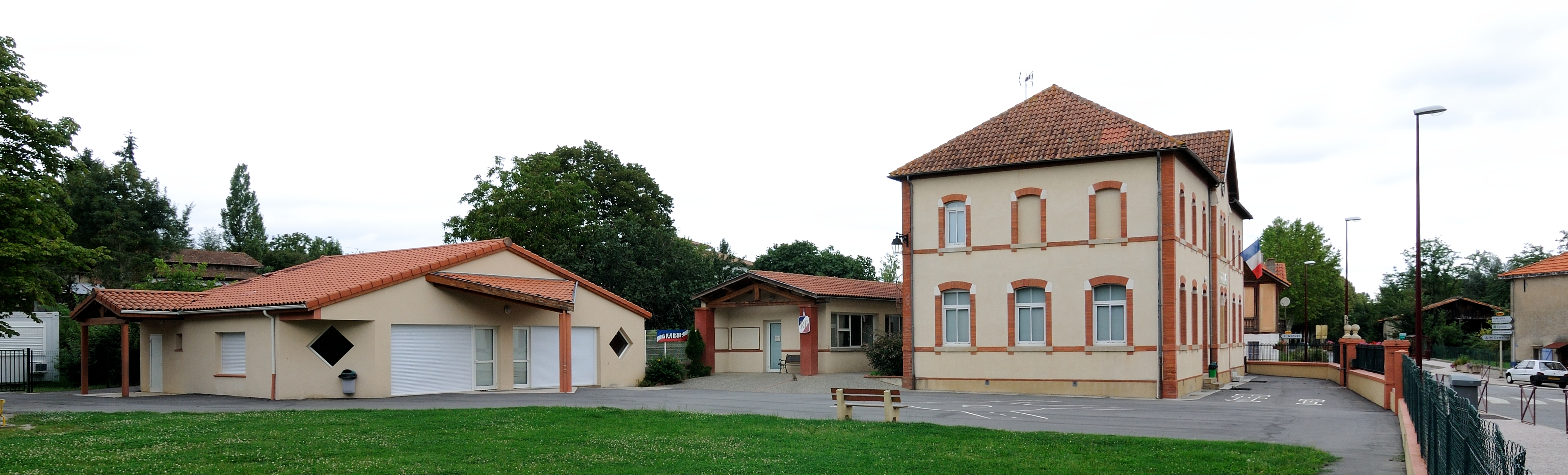
Мэрия